# Çayırbaşı, Yunak
Çayırbaşı là một xã thuộc huyện Yunak, tỉnh Konya, Thổ Nhĩ Kỳ. Dân số thời điểm năm 2011 là 489 người.